# لستر
لستر (به انگلیسی: Leicester) شهری است در انگلستان واقع در ناحیه میدلند شرقی. جمعیت این شهر در سال ۲۰۱۶ حدود ۳۴۸٬۳۰۰ نفر است.

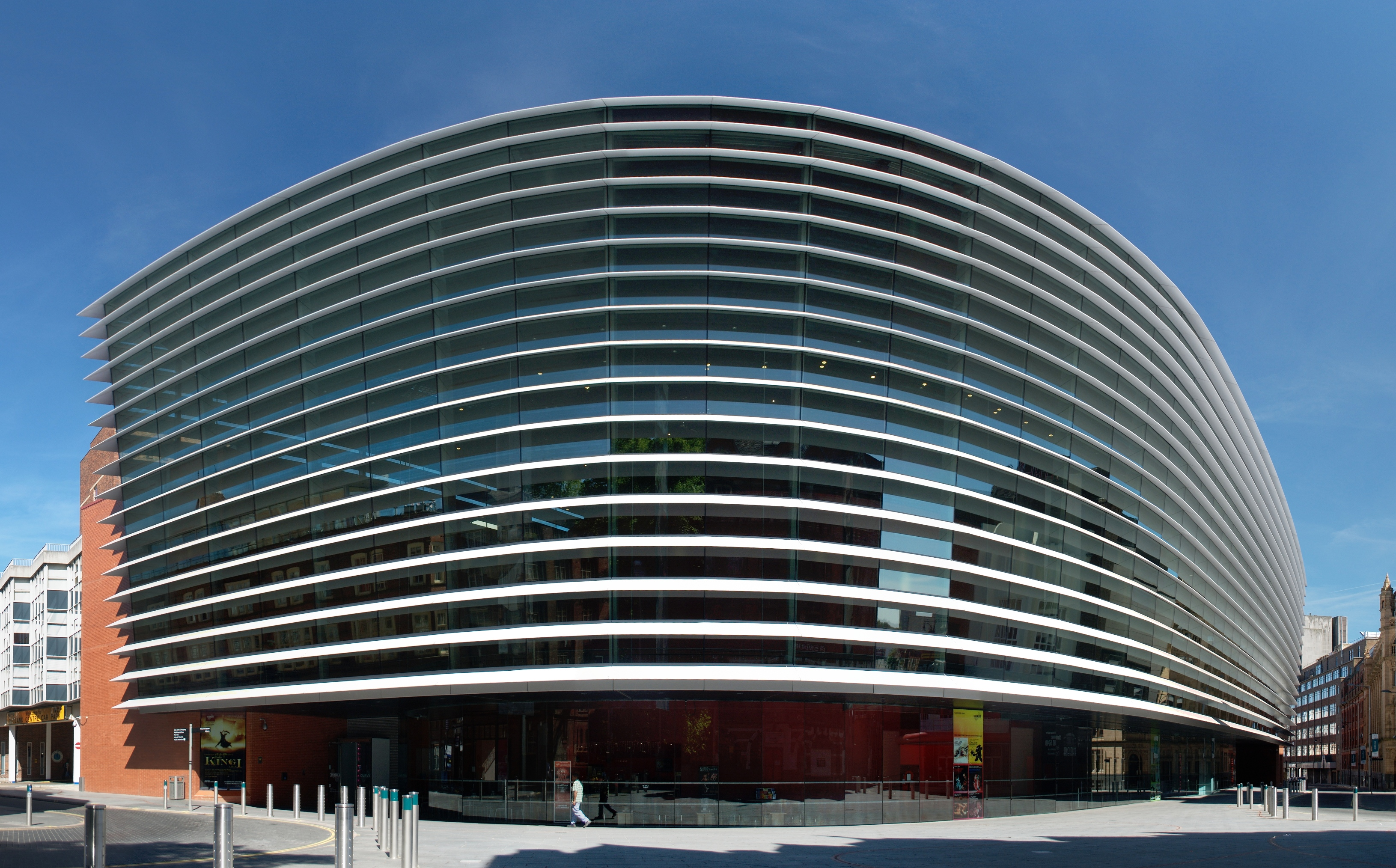
منحنی یک تئاتر در لستر انگلستان است و در محله فرهنگی در مرکز شهر لستر واقع شده است. قبل از اینکه منحنی(Curve) نامگذاری شود، به عنوان مرکز هنرهای نمایشی لستر شناخته می‌شد. این مکان در مجاورت مرکز کنفرانس و ضیافت لستر آتنا قرار دارد

## نگارخانه

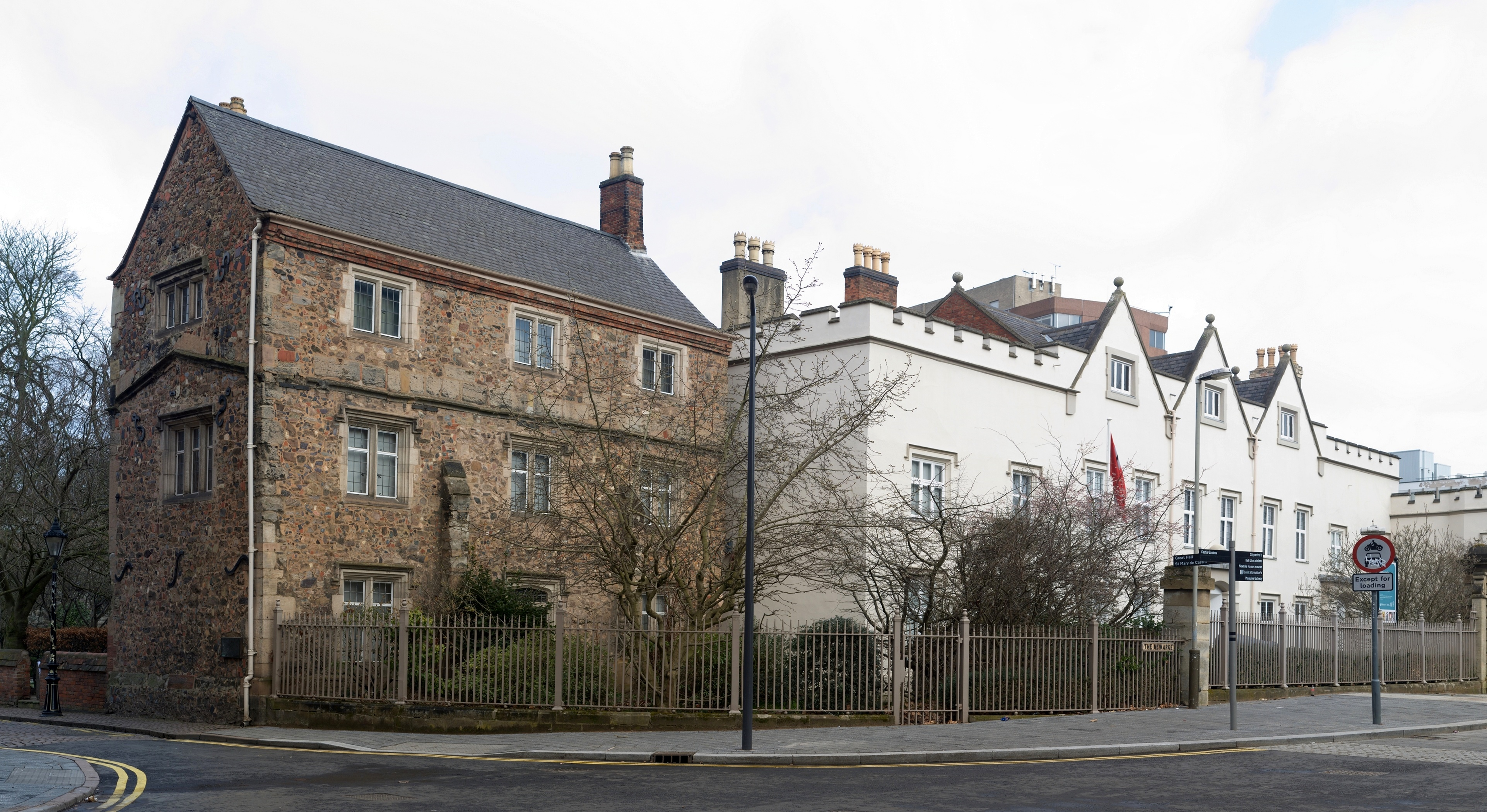
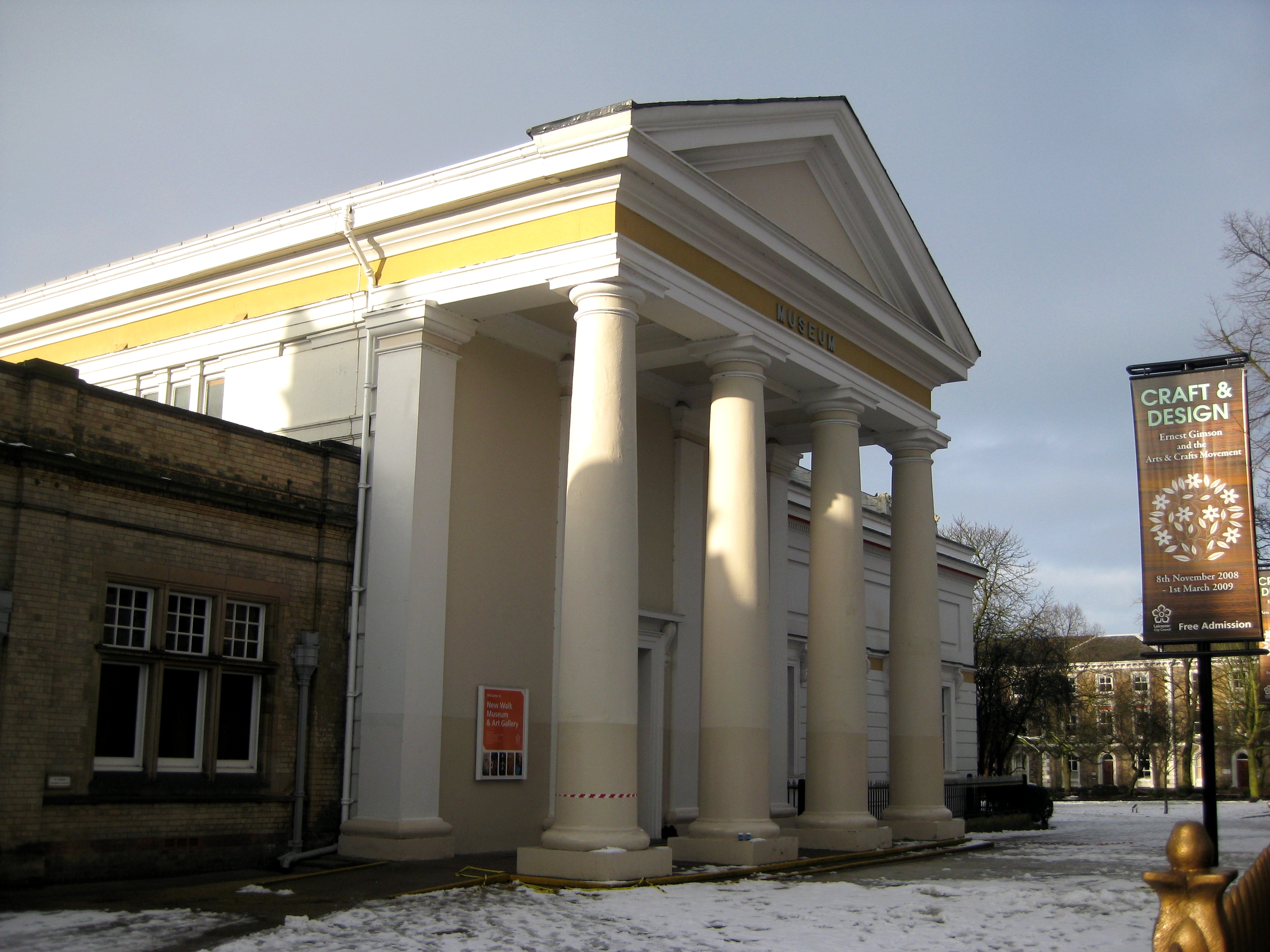
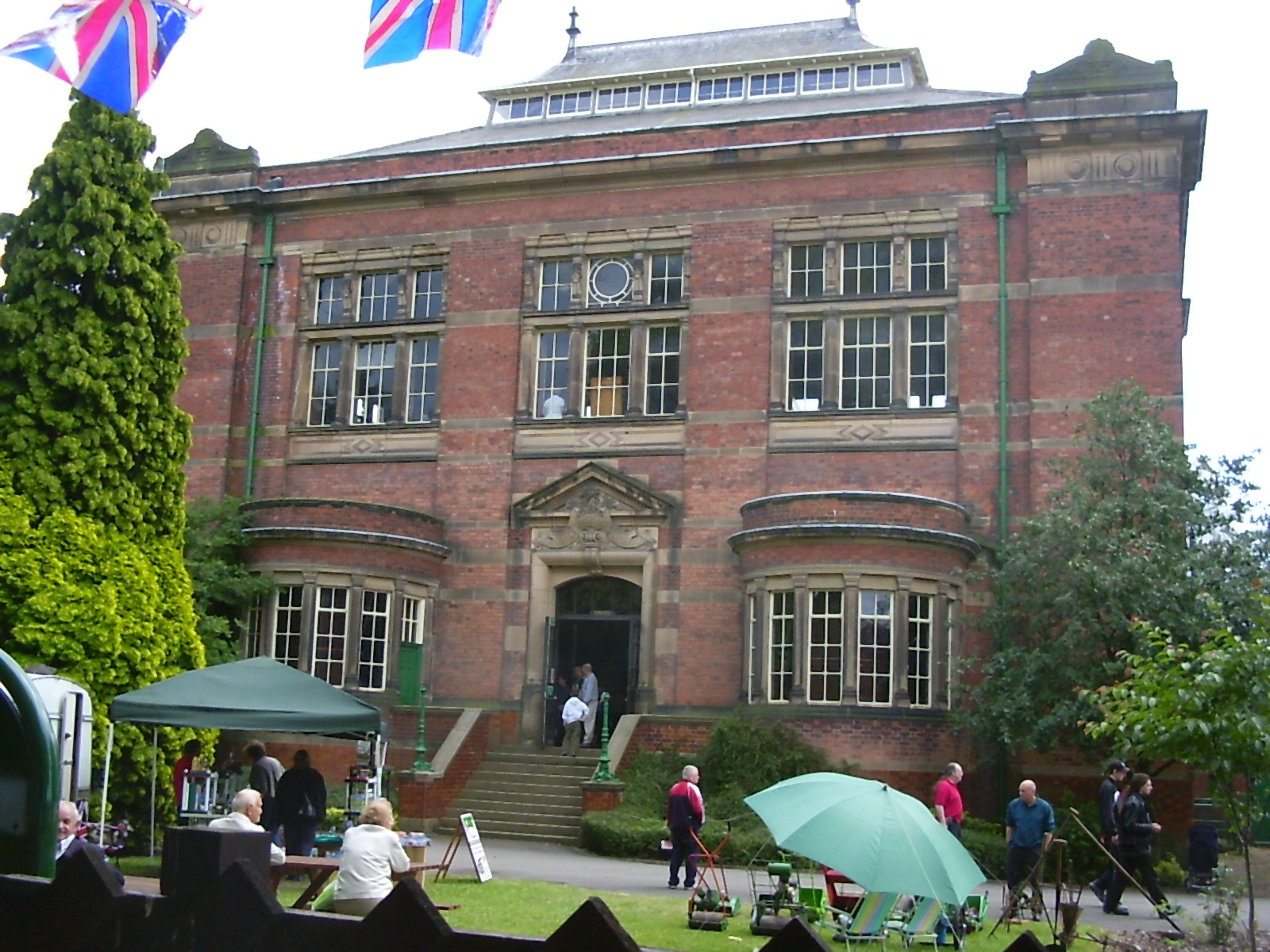
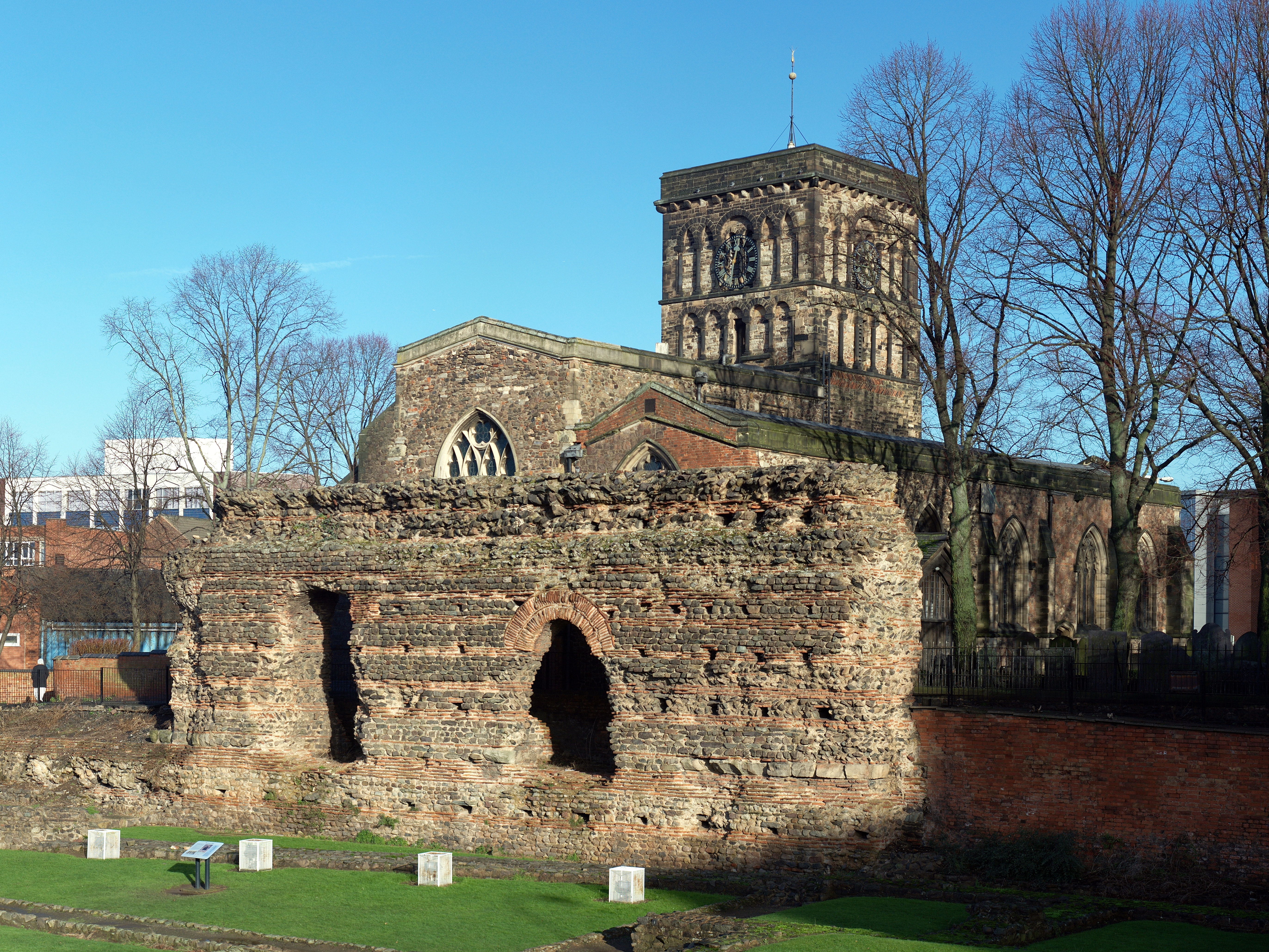
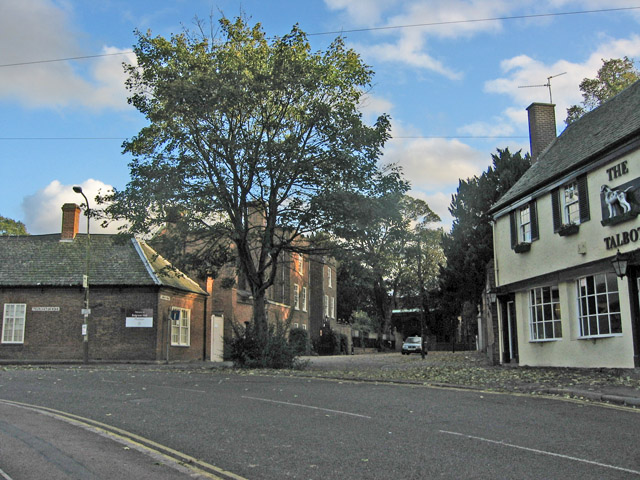
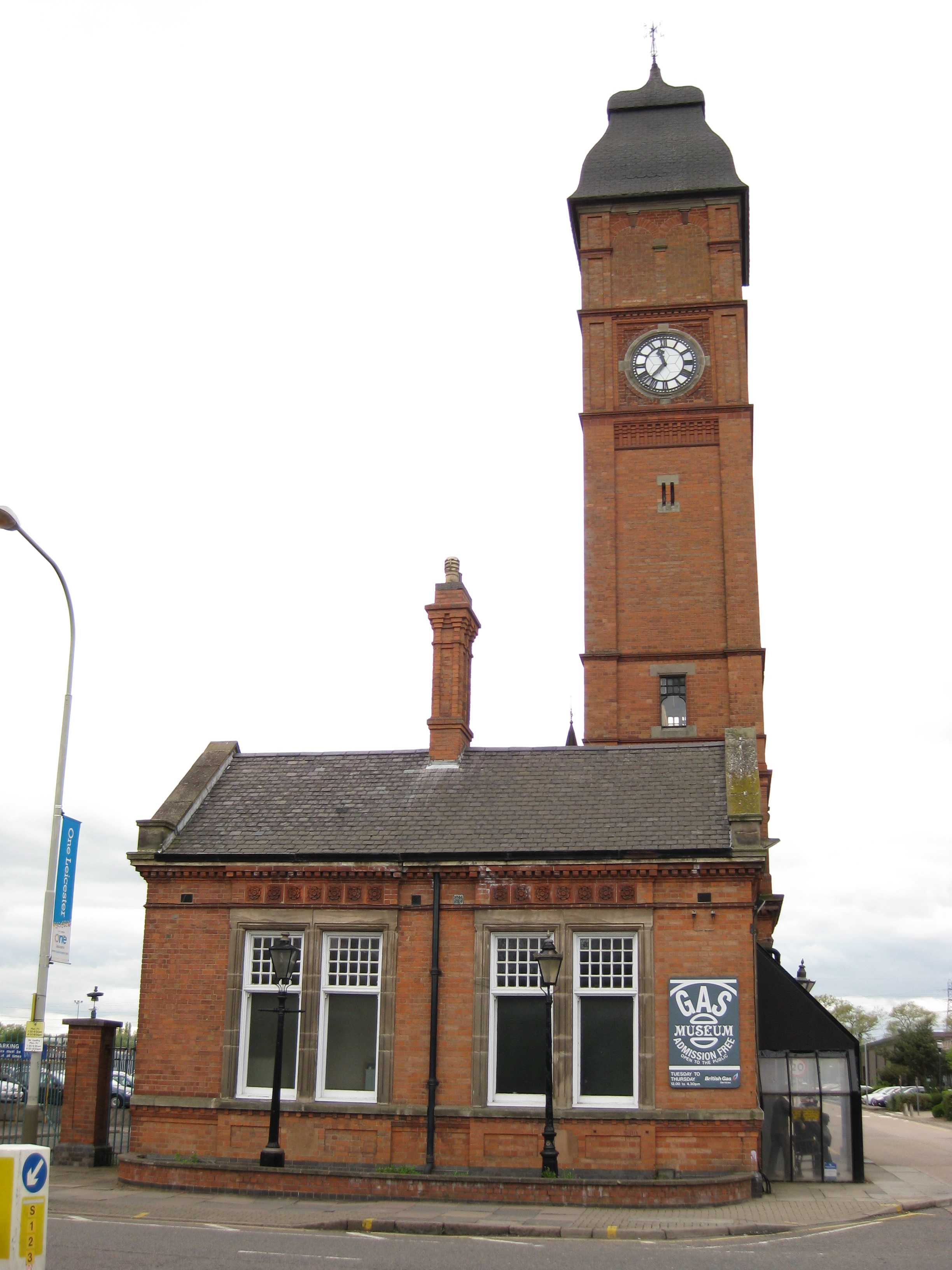
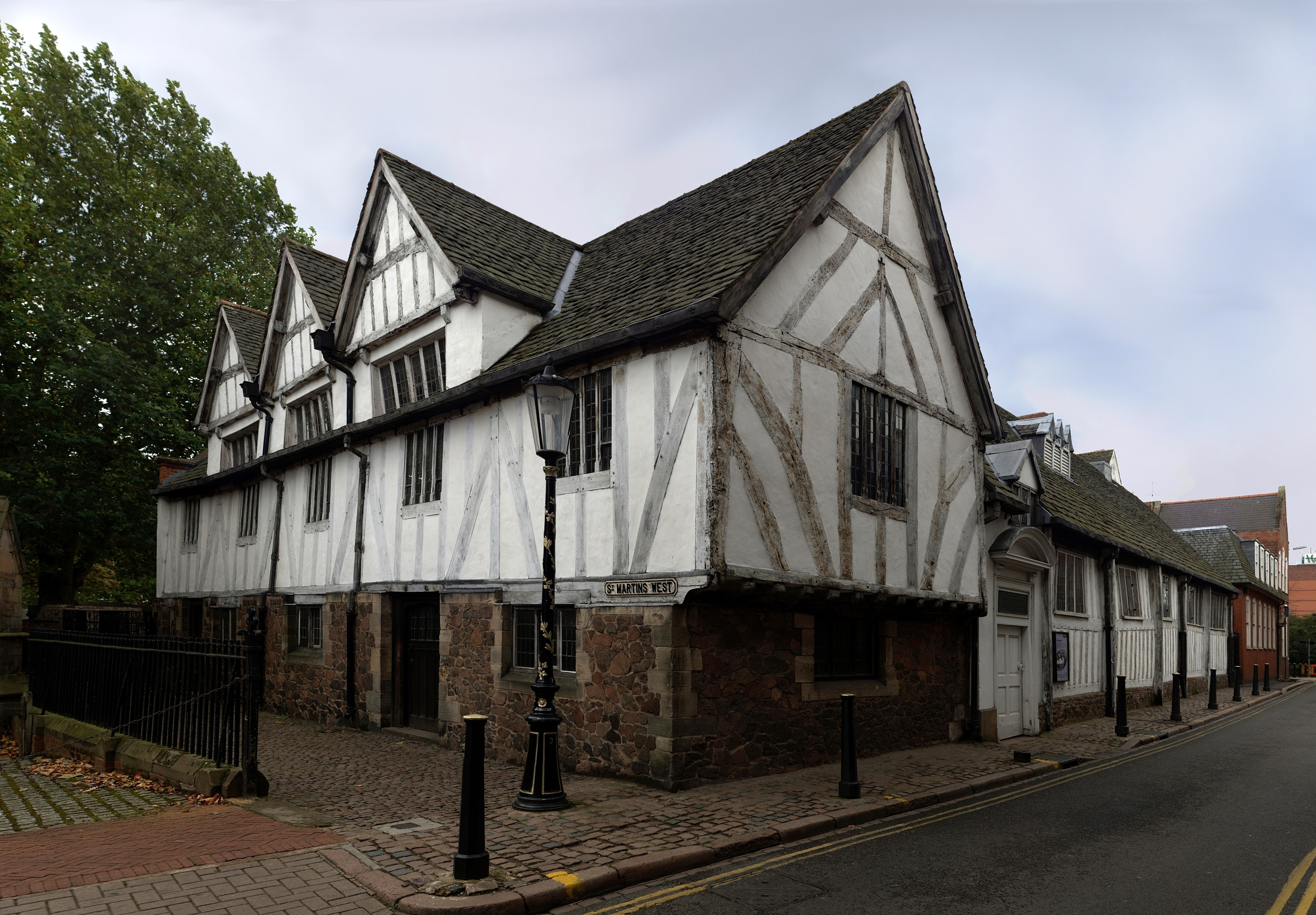